# Великий шматок лугу
«Великий шматок лугу», часом через англ. переклад: «Великий шматок дерну» (нім. Das große Rasenstück) — акварельна картина німецького художника Альбрехта Дюрера, створена в майстерні Дюрера в Нюрнберзі у 1503 році. Це етюд хаотичної, на перший погляд, групи диких рослин, зокрема кульбаби та подорожника великого. Вважається однією з найкращих природничих робіт Дюрера.

## Історія
У 1495 році Дюрер повернувся з мандрів по Італії й оселився в Нюрнберзі, де відкрив майстерню. Дюреру тоді було лише двадцять чотири, але його майстерня незабаром здобула чудову репутацію через високу якість роботи. 1500 року він створив, мабуть, найвідоміший його твір, Автопортрет . Водночас він писав менші за масштабами твори, більш орієнтовані на вивчення природи, такі як Великий шматок дерну, написаний у 1503 році, та Молодий заєць за рік до цього.

## Опис
Акварель зображає шматок дерну та частину болотистого ґрунту. Серед рослин можна ідентифікувати грястицю, мітлицю, тонконіг лучний, ромашку, кульбабу, вероніку дібровну, подорожник великий, чорнокорінь і деревій .
Рослини зображені з високим рівнем реалізму. Частина коріння оголена для більшої точності. Зображення коренів можна знайти і в інших творах Дюрера, таких як Лицар, смерть і диявол (1513). Праворуч рослинність закінчується, тоді як зліва вона продовжується за межі картини. Фон залишений пустим, праворуч чітко видно лінію закінчення рослинності.

## Наукова оцінка
Конрад Селтес, вчений-гуманіст, порівняв роботу Дюрера з творами середньовічного філософа і вченого Альберта Магнуса — Дюрер також поклав в основу роботи спостереження за природою. Великий шматок дерну, так само як акварель Заєць, називають одним із шедеврів природничих робіт Дюрера.
Композиція видається позбавленою впорядкованості, різноманітні корені, стебла та квіти нібито заважають одні одним. Позірний хаос у поєднанні з високою деталізацією кожної рослини посилює реалістичність картини. Хоча рослинна композиція суцільна і, на перший погляд, хаотична, пустий фон створює контраст цьому хаосу і вносить відчуття впорядкованості.
Хоча цю роботу високо оцінили пізніші історики мистецтва, реалістичне відтворення природи було для Дюрера не метою, а лише інструментом для донесення духовних послань його великих творів. «Великий шматок дерну» — це насамперед штудія, етюд, що мав допомогти в розробці його творів. Використання таких штудій можна побачити як на картинах Дюрера, так і в його деталізованих гравюрах, наприклад, Адам і Єва з 1504 року.